# ジャック・アダマール
ジャック・サロモン・アダマール（Jacques Salomon Hadamard、1865年12月8日 - 1963年10月17日）は、フランスの数学者である。1896年に素数定理を証明したことで知られる。

## 経歴
アダマールはフランスの高等師範学校で、エミール・ピカールのもとで学んだ。歴史的にユダヤ人であったアダマールは、義兄であったアルフレド・ドレフュスの冤罪事件（いわゆるドレフュス事件）に個人的に関わった。これ以降政治的な活動を行うようになり、ユダヤ運動に対する忠実な支持者となった（ただし、彼自身は無神論者であることを告白している）。
アダマールは、1896年からボルドー大学教授、1909年コレージュ・ド・フランス、ソルボンヌ大学教授を務め、1912年からエコール・ポリテクニーク、1920年からエコール・サントラル・パリで教鞭を執った。
彼は偏微分方程式の理論において、適切問題のアイデアを導入した。また体積に関するアダマールの不等式、またアダマール変換やアダマール行列にもその名を残している。量子計算におけるアダマール・ゲートもこの行列を用いる。
彼の学生には、モーリス・フレシェ、ポール・レヴィ、シュレーム・マンデルブロ、アンドレ・ヴェイユらがいる。

## 創造性について
著書『数学における発明の心理』で、アダマールは数学的思考プロセスを記述するために（心理学研究の方法としての）内観を用いた。言語と認識を識別する他の著者と異なり、彼は自身の数学的思考を言葉を用いずに、しばしば問題に対する解法全体を表現するイメージを伴って表現している。彼は1900年当時の指導的な物理学者100人に対して、彼らがどのように自分の業績を成し得たかを調査した。多くの回答はアダマールの方法と全く同じであり、また数学的概念を色として捉えているという回答もあった。
アダマールはカール・フリードリッヒ・ガウスやヘルマン・フォン・ヘルムホルツ、アンリ・ポアンカレといった数学者／理論物理学者の経験を、「突如として自身の内から沸き上がってくるもの」として完全な解法を認識できた結果、と表現している。同様の主張はデニス・ブライアン、G. H. ハーディ、ファン・デル・ヴェルデン、ハロルド・リュエグ、アウグスト・ケクレ、ニコラ・テスラなど多くの著述でも見られる。
アダマールは5段階からなるグレアム・ウォーラスの創造過程モデルのうち、4つのステップを持つような思考過程を記述した。このうち最初の3段階は、ヘルムホルツによっても提唱されている。
- 準備段階
- 孵化段階
- 啓示段階
- 検証段階

著名な精神科医カール・ユングの同僚であったマリー＝ルイーズ・フォン・フランツは、このような無意識下での科学的発見において、「常に繰り返される重要な要素は、（中略）完璧な解法が直感的に認識されるという同時性であり、それは後に（直感的にではなく）論証的に検証される」と述べている。彼女はユングの「元型は（中略）それらがイメージやアイデアを組織化する能力を通じてのみそれら自身を明示し、それは常に、後になって初めてわかるような無意識の過程である」という言葉に基づき、「元型もしくはイメージ」として解法が示されると考えた。

## 著作
- Jacques Hadamard,  The Psychology of Invention in the Mathematical Field (Dover, 1954) ISBN 0-486-20107-4 (Princeton University Press, 1945)
  - 邦訳『数学における発明の心理』 ISBN 4622051389
- Jacques Hadamard, The Mathematician's Mind: The Psychology of Invention in the Mathematical Field (Princeton, 1996) ISBN 0-691-02931-8

## References
- Denis Brian Einstein: A Life (John Wiley and Sons, 1996) ISBN 0-471-11459-6
- C. G. Jung The Collected Works of C. G. Jung. Volume 8. The Structure and Dynamics of the Psyche.  (Princeton, 1981) ISBN 0-691-09774-7
- Robert Kanigel The Man Who Knew Infinity: A Life of the Genius Ramanujan  (Washington Square Press, 1992) ISBN 0-671-75061-5
- Marie-Louise von Franz, Psyche and Matter (Shambhala, 1992) ISBN 0-87773-902-1

## Notes
1. ↑  Hadamard on Hermite
2. ↑  アルバート・アインシュタインは一般相対性理論の解を夢で見たという。
3. ↑  ハーディは自著で、シュリニヴァーサ・ラマヌジャンがどのように「突然閃く瞬間」を得たかを引用している。